# Œuf à cheval
Un œuf à cheval (aussi appelé parfois œuf en fer à cheval, ainsi que, même si c’est inapproprié steak à cheval) est un plat constitué d'un œuf au plat (à la poêle) et déposé après cuisson sur un steak haché également cuit.
Ce plat est souvent accompagné de pommes de terre, en particulier des frites, ou de riz et de lentilles dans certaines occasions.